# Британска академија
Британска академија (енгл. The British Academy) је британска национална академија за хуманистичке и друштвене науке. Утемељена је 1902. и исте године добила је краљевску повељу од краља Едварда VII. Тренутно има око 1,000 чланова, а седиште јој се налази у згради Carlton House Terrace у лондонском Вестминстеру. Председник Британске академије од 2021. је Џулија Блек.
Британска академија се првенствено финансира из годишњих државних грантова. Године 2022, 49,3 милиона фунти од 51,7 милиона фунти добротворних прихода дошло је од Одељења за пословање, енергетику и индустријску стратегију – исте године је примило око 2,0 милиона фунти прихода од трговања и 0,56 милиона фунти осталих прихода. Очекује се да ће се ово финансирање наставити у оквиру новог Одељења за пословање и трговину.

## Циљеви
Академија наводи да има пет основних циљева:
- да се залаже за хуманистичке и друштвене науке
- да улаже у најбоље истраживаче и истраживања
- да информише и обогати дебату око највећих друштвених питања
- да обезбеди одржив међународни ангажман и сарадњу
- да максимално искористи средства Академије како би осигурали Академију за будућност.[6]

## Историја
Оснивање "Британске академије за промоцију историјских, филозофских и филолошких студија" први пут је предложено 1899. како би Британија могла бити заступљена на састанцима европских и америчких академија. Организација, која је од тада постала једноставно "Британска академија", покренута је као неинкорпорисано друштво 17. децембра 1901. и добила је Краљевску повељу од краља Едварда VII 8. августа 1902. године.
Од тада, многи од најугледнијих британских научника из области хуманистичких и друштвених наука били су укључени у живот академије, укључујући Џона Мејнарда Кејнса, Ајзају Берлина, К. С. Луиса и Хенрија Мура.
До 1927–1928. академија није имала просторије. Затим се уселила у неке собе у Бурлингтон Гарденсу бр. 6, па у седиште у близини Риџент'с Парка. Затим се 1998. Академија сели у своје садашње седиште у Carlton House Terrace, коју је дизајнирао Џон Неш и која је изграђена 1820-их и 1830-их. Број 10 је раније био лондонска резиденција породице Ридли, а број 11 је од 1856. до 1875. био дом премијера Вилијама Гледстона.
У марту 2010. године, Академија је започела пројекат вредан 2,75 милиона фунти за реновирање и рестаурацију јавних просторија у бр. 11, након одласка бившег станара Удружења страних новинара, и повезивање две зграде заједно. Радови су завршени у јануару 2011. године, а нови простори укључују нови аудиториум са 150 седишта који су доступни за јавно изнајмљивање. Поред канцеларија за своје особље, зграда се користи за академске конференције и догађаје и делови зграде су доступни на основу приватног изнајмљивања за догађаје.
Историјат, проблеми и достигнућа Академије у својим радовима забележила су два њена секретара. Књига Сер Фредерика Кениона од 37 страница покрива године до 1951. године; Књига Сер Мортимера Вилера покрива године од 1949. до 1968.
Избор за члана Британске академије захтева високо научно признање у хуманистичким или друштвеним наукама, о чему сведоче објављени радови. Чланови могу користити слова ФБА (Fellowship of the British Academy) иза својих имена. 

## Јавни догађаји
Британска академија организује широк годишњи програм од више од 50 јавних предавања, панел дискусија, конференција и семинара који приказују нова истраживања и дебатују о актуелним темама. Ово укључује низ дуго успостављених серија предавања, као што је предавање о Шекспиру, први пут одржано 1911. године. Већина догађаја је бесплатна и већина се одржава у седишту Академије.

## Награде
Британска академија додељује укупно 15 награда и медаља, од којих се већина додељује годишње.